# Łukasz Juszkiewicz
Łukasz Juszkiewicz (Sulechów, 9 marzo 1983) è un ex calciatore polacco, di ruolo centrocampista.

## Palmarès
- Campionato polacco di seconda divisione: 2

Widzew Lodz: 2009
Wisla Plock: 2010